# 1752 în literatură
Anul 1752 în literatură a implicat o serie de evenimente și cărți noi semnificative.  